# Bornstube (Schoppendorf)

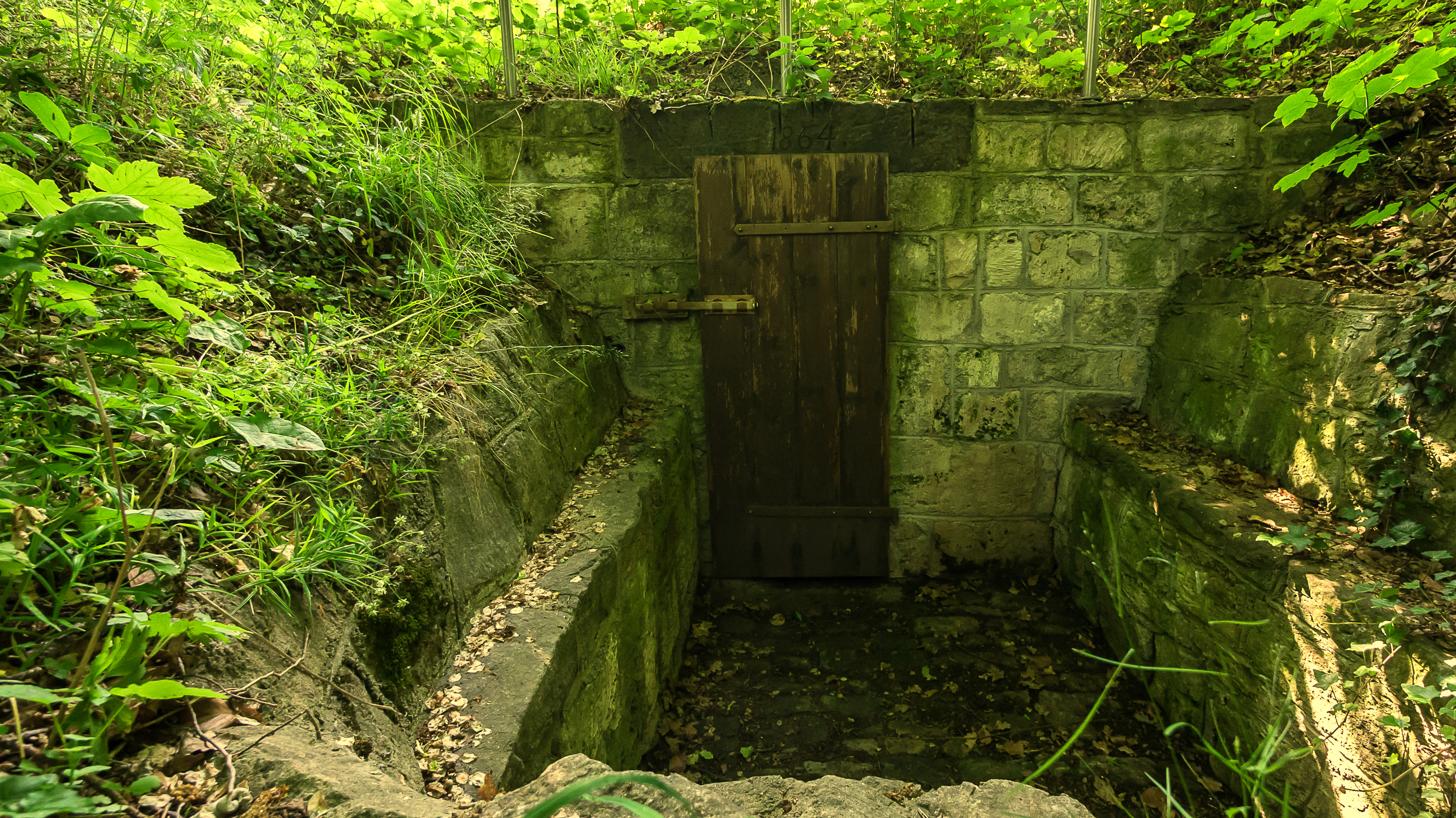
Bornstube Schoppendorf

Die Bornstube südlich des Ortsteils Schoppendorf von Bad Berka im Landkreis Weimarer Land ist ein Quellgewölbe aus Kalkstein.
Sie steht unter Denkmalschutz und ist als Einzeldenkmal unter der Bezeichnung „Zur Bornstube“ registriert.
Für die Lokalgeschichte hat die Bornstube eine Bedeutung, da sowohl ein Straßenzug als auch ein Restaurant nach ihr benannt sind.